# Odontadenia hypoglauca
Odontadenia hypoglauca är en oleanderväxtart som först beskrevs av Stadelm., och fick sitt nu gällande namn av Müll.Arg.. Odontadenia hypoglauca ingår i släktet Odontadenia och familjen oleanderväxter. Inga underarter finns listade i Catalogue of Life.